# Artur Alekszanján
Artur Alekszanján (örmény betűkkel: Արթուր Ալեքսանյան; Gjumri, 1991. október 21. –) örmény kötöttfogású birkózó. A 2018-as birkózó-világbajnokságon a bronzmérkőzésig jutott 97 kg-os súlycsoportban, kötöttfogásban. A 2016. évi nyári olimpiai játékokon aranyérmet szerzett 98 kg-ban. A 2012. évi nyári olimpiai játékokon bronzérmet szerzett 96 kg-ban. Háromszoros világbajnok és négyszeres Európa-bajnok kötöttfogású birkózó.

## Sportpályafutása
A 2018-as birkózó-világbajnokságon a bronzmérkőzésig jutott. Ellenfele, az iráni Mahdi Abbasz Alidzsarifeizabadi nyerte a bronzérmet, miután orvosi javallatra Artur nem indult el sérülései miatt a bronzmérkőzésen, így ötödik helyen zárta a világbajnokságot.